# Frank Austin Gooch
Frank Austin Gooch (Watertown, Massachusetts, 2 de maig de 1852 – New Haven (Connecticut, 12 d'agost de 1929) fou un químic i enginyer estatunidenc. Per part de la seva mare era descendent de Thomas Hastings, un dels primers colons que va arribar des de East Anglia (Anglaterra) a la colònia de la badia de Massachusetts l'any 1634.
Gooch va inventar el gresol de Gooch que es pot fer servir entre d'altres per determinar la solubilitat dels materials bituminosos com ara quitrans de carretera i els asfalts de petroli. L'any 1877 es va doctorar a la Universitat Harvard i de 1885 fins a 1918 va ser professor de química a la Universitat Yale.
Va idear o perfeccionar un gran nombre de processos i mètodes analítics, com ara:
- el filtre o gresol de Gooch.
- la separació quantitativa de liti dels altres metalls alcalins, i l'estimació del contingut en àcid bòric per destil·lació amb metanol i fixació per òxid de calci.
- Vlmètodes per a la determinació de molibdè, vanadi, seleni i tel·luri.
- ll'ús dels ions paratungstat i pirofosfat en anàlisi.
- lna sèrie de mètodes per a la determinació de diversos elements basats en la determinació volumètrica de iode.
- un mètode per a la determinació electrolítica ràpida de metalls.

Era membre de la Connecticut Academy of Arts and Sciences.